# NIFL Premiership 2017/18
Die NIFL Premiership 2017/18 (auch Danske Bank Premiership nach dem Ligasponsor Danske Bank) war die 10. Spielzeit der höchsten nordirischen Fußballliga seit der Neuorganisation der Liga und die 117. Spielzeit insgesamt. Die Saison begann am 11. August 2017 und endete am 12. Mai 2018.
Titelverteidiger war der Linfield FC.

## Mannschaften
| Verein                | Stadion                     | Stadt          | Kapazität |
| --------------------- | --------------------------- | -------------- | --------- |
| Ards FC               | Clandeboye Park (in Bangor) | Newtownards    | 01.895    |
| Ballinamallard United | Ferney Park                 | Ballinamallard | 02.000    |
| Ballymena United      | The Showgrounds             | Ballymena      | 03.050    |
| Carrick Rangers FC    | Taylors Avenue              | Carrickfergus  | 04.500    |
| Cliftonville FC       | Solitude                    | Belfast        | 02.530    |
| Coleraine FC          | The Showgrounds             | Coleraine      | 02.496    |
| Crusaders FC          | Seaview                     | Belfast        | 03.383    |
| Dungannon Swifts      | Stangmore Park              | Dungannon      | 05.000    |
| Glenavon FC           | Mourneview Park             | Lurgan         | 04.160    |
| Glentoran FC          | The Oval                    | Belfast        | 06.054    |
| Linfield FC           | Windsor Park                | Belfast        | 18.167    |
| Warrenpoint Town      | Milltown Stadium            | Warrenpoint    | 01.280    |

## Vorrunde

### Tabelle
| Pl.                      | Verein                | Sp. | S  | U | N  | Tore    | Diff. | Punkte |
| ------------------------ | --------------------- | --- | -- | - | -- | ------- | ----- | ------ |
| 1.                       | Crusaders FC          | 33  | 26 | 4 | 3  | 099:340 | +65   | 82     |
| 2.                       | Coleraine FC          | 33  | 24 | 8 | 1  | 070:270 | +43   | 80     |
| 3.                       | Glenavon FC           | 33  | 18 | 9 | 6  | 079:470 | +32   | 63     |
| 4.                       | Linfield FC (M, P)    | 33  | 18 | 6 | 9  | 064:370 | +27   | 60     |
| 5.                       | Cliftonville FC       | 33  | 18 | 4 | 11 | 060:380 | +22   | 58     |
| 6.                       | Ballymena United      | 33  | 14 | 5 | 14 | 052:570 | −5    | 47     |
| 7.                       | Glentoran FC          | 33  | 12 | 9 | 12 | 042:430 | −1    | 45     |
| 8.                       | Dungannon Swifts      | 33  | 10 | 5 | 18 | 028:510 | −23   | 35     |
| 9.                       | Ards FC               | 33  | 10 | 3 | 20 | 032:630 | −31   | 33     |
| 10.                      | Warrenpoint Town (N)  | 33  | 7  | 6 | 20 | 045:730 | −28   | 27     |
| 11.                      | Carrick Rangers FC    | 33  | 4  | 5 | 24 | 025:700 | −45   | 17     |
| 12.                      | Ballinamallard United | 33  | 2  | 6 | 25 | 028:840 | −56   | 12     |
| Stand: Ende der Vorrunde |                       |     |    |   |    |         |       |        |

| (M) | amtierender nordirischer Meister             |
| (P) | amtierender nordirischer Pokalsieger         |
| (N) | Aufsteiger aus der NIFL Championship 2016/17 |

## Finalrunden

### Meisterplayoff
Die sechs bestplatzierten Teams des Grunddurchgangs traten je einmal gegeneinander an, um den Meister und die internationalen Startplätze auszuspielen. Die Punkte aus dem Grunddurchgang wurden dabei mitgenommen.

#### Tabelle
| Pl. | Verein             | Sp. | S  | U  | N  | Tore    | Diff. | Punkte |
| --- | ------------------ | --- | -- | -- | -- | ------- | ----- | ------ |
| 1.  | Crusaders FC       | 38  | 28 | 7  | 3  | 106:380 | +68   | 91     |
| 2.  | Coleraine FC       | 38  | 26 | 11 | 1  | 076:310 | +45   | 89     |
| 3.  | Glenavon FC        | 38  | 19 | 12 | 7  | 085:520 | +33   | 69     |
| 4.  | Linfield FC (M, P) | 38  | 20 | 7  | 11 | 072:450 | +27   | 67     |
| 5.  | Cliftonville FC    | 38  | 20 | 5  | 13 | 068:450 | +23   | 65     |
| 6.  | Ballymena United   | 38  | 14 | 6  | 18 | 053:650 | −12   | 48     |

| (M) | amtierender nordirischer Meister     |
| (P) | amtierender nordirischer Pokalsieger |

### Abstiegsplayout
Die sechs schlechteren Teams des Grunddurchgangs traten je einmal gegeneinander an, um den Absteiger und den Relegationsteilnehmer zu bestimmen. Die Punkte aus dem Grunddurchgang wurden dabei mitgenommen.

#### Tabelle
| Pl. | Verein                | Sp. | S  | U | N  | Tore    | Diff. | Punkte |
| --- | --------------------- | --- | -- | - | -- | ------- | ----- | ------ |
| 7.  | Glentoran FC          | 38  | 14 | 9 | 15 | 052:520 | ±0    | 51     |
| 8.  | Dungannon Swifts      | 38  | 13 | 6 | 19 | 042:620 | −20   | 45     |
| 9.  | Ards FC               | 38  | 12 | 4 | 22 | 042:740 | −32   | 40     |
| 10. | Warrenpoint Town (N)  | 38  | 8  | 6 | 24 | 052:860 | −34   | 30     |
| 11. | Carrick Rangers FC    | 38  | 6  | 5 | 27 | 031:780 | −47   | 23     |
| 12. | Ballinamallard United | 38  | 5  | 8 | 25 | 038:890 | −51   | 23     |

| (N) | Aufsteiger aus der NIFL Championship 2016/17 |

### Europa-League-Playoffs
Die Mannschaften auf den Plätzen 4–6 der Meisterplayoffs sowie der Sieger der Abstiegsplayouts erreichten die Playoffs. Im K.-o.-System wurde ein Teilnehmer für die 1. Qualifikationsrunde zur UEFA Europa League 2018/19 ermittelt.
Runde 1
Die Spiele wurden am 9. Mai 2018 ausgetragen.
|                 | Ergebnis |                  |
| --------------- | -------- | ---------------- |
| Linfield FC     | 3:4      | Glentoran FC     |
| Cliftonville FC | 4:0      | Ballymena United |

Runde 2
Das Spiel wurde am 12. Mai 2018 auf dem Solitude (Belfast) ausgetragen.
|                 | Ergebnis |              |
| --------------- | -------- | ------------ |
| Cliftonville FC | 3:2      | Glentoran FC |

### Relegation
Der Elftplatzierte, der Carrick Rangers FC, sollte auf den Sieger des Play-offs zwischen dem Zweit- und Drittplatzierten der NIFL Championship 2017/18 treffen. Da der Zweitplatzierte der zweiten Liga, die Harland & Wolff Welders, sich jedoch um keine Profilizenz beworben hatte, wird die Relegation in nur einer Runde ausgetragen. Die Spiele wurden am 4. und 9. Mai 2018 ausgetragen.
|            | Gesamt |                    | Hinspiel | Rückspiel |
| ---------- | ------ | ------------------ | -------- | --------- |
| Newry City | 6:3    | Carrick Rangers FC | 3:2      | 3:1       |